# Decollatura
Decollatura è un comune italiano di 2 807 abitanti della provincia di Catanzaro in Calabria.

## Geografia fisica

### Territorio
Il territorio comunale si estende su un'ampia vallata circondata da colline, alle pendici del versante orientale del Monte Reventino a un'altitudine mediamente compresa tra 663 e 1366 metri. È articolato in numerosi centri abitati di cui alcuni costituivano le sue frazioni, oggi unite senza soluzione di continuità. I loro nomi, ancora molto usati, sono San Bernardo, Casenove, Cerrisi e Adami, purtroppo, solo quest'ultima ancora classificata come frazione.
Dal territorio di Decollatura nasce il fiume Amato, l'antico Lametus, uno dei fiumi più importanti della Calabria che sfocia nel Mar Tirreno.
La superficie del Comune di Decollatura è di 50,35 km2.

### Clima
- Classificazione climatica: zona E, 2370 GR/G

## Origini del nome
Per molto tempo si è creduto di ricondurre l'etimologia di Decollatura a quella di una ipotetica decapitazione occorsa durante una battaglia tra Pirro e Mamertini. Secondo questa ipotesi, introdotta dagli storici Gabriele Barrio e Girolamo Marafioti, durante uno scontro avvenuto intorno al 275 a.C. i Mamertini avrebbero subito da parte dell'esercito di Pirro una pesante sconfitta con la successiva decapitazione di moltissimi soldati. Dell'ubicazione di questa battaglia però non è stata trovata alcuna prova né storica né archeologica, per cui l'ipotesi ha perso valore.
Nel 2017, all'interno di un'articolata ricerca storica, è stata proposta da Giuseppe Musolino una nuova ipotesi che fa riferimento alla particolare posizione di Decollatura come territorio di controllo del valico tra la pianura lametina e l'entroterra. Poiché anticamente il diritto di passaggio era anche noto col nome di corretura, attraverso successive modifiche si sarebbe giunti a Decollatura, inteso quindi come il luogo in cui si paga la corretura.

## Storia

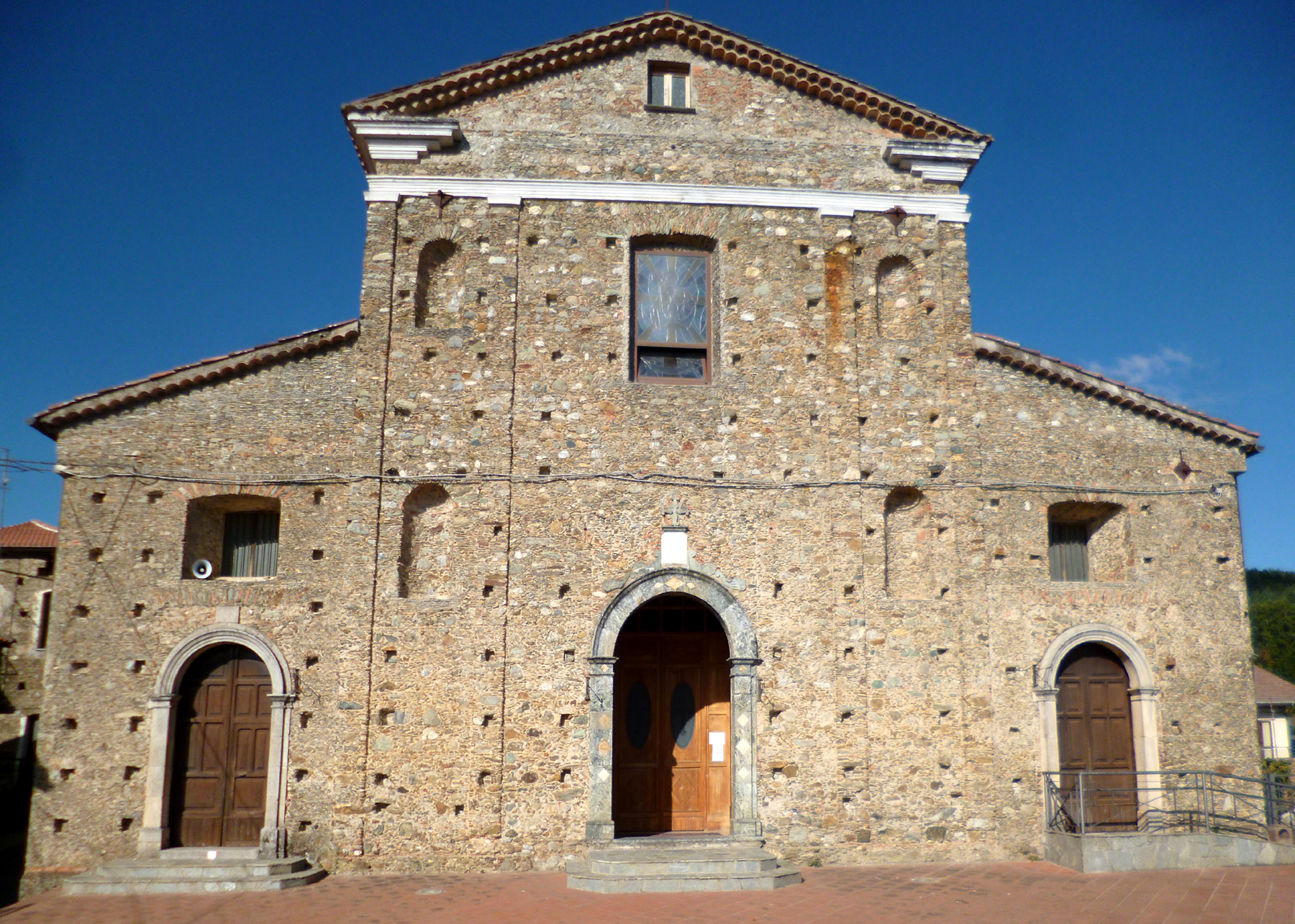
Chiesa di San Bernardo (Sec. XVII)

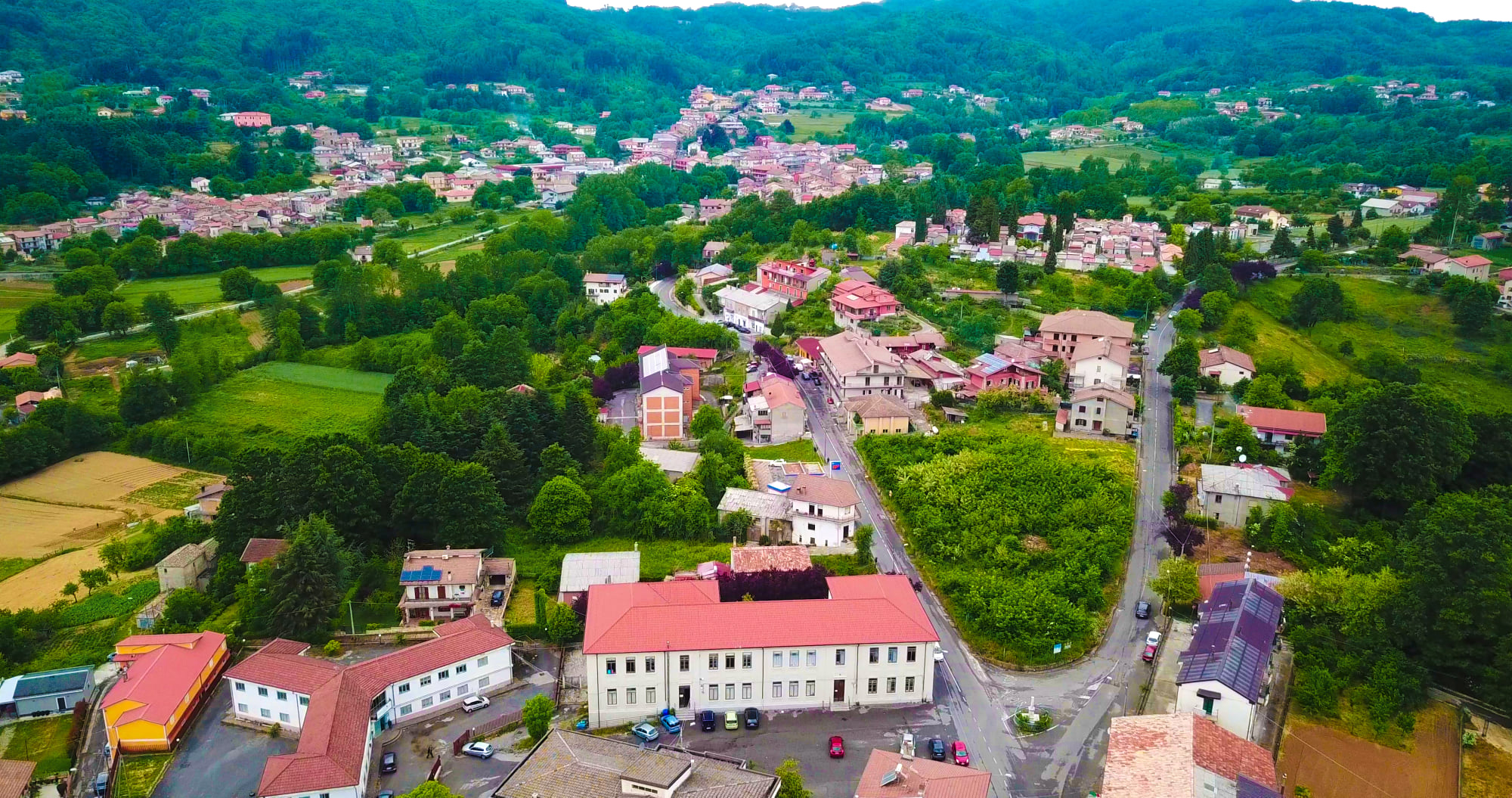
Piazza Gabriele Perri e panorama

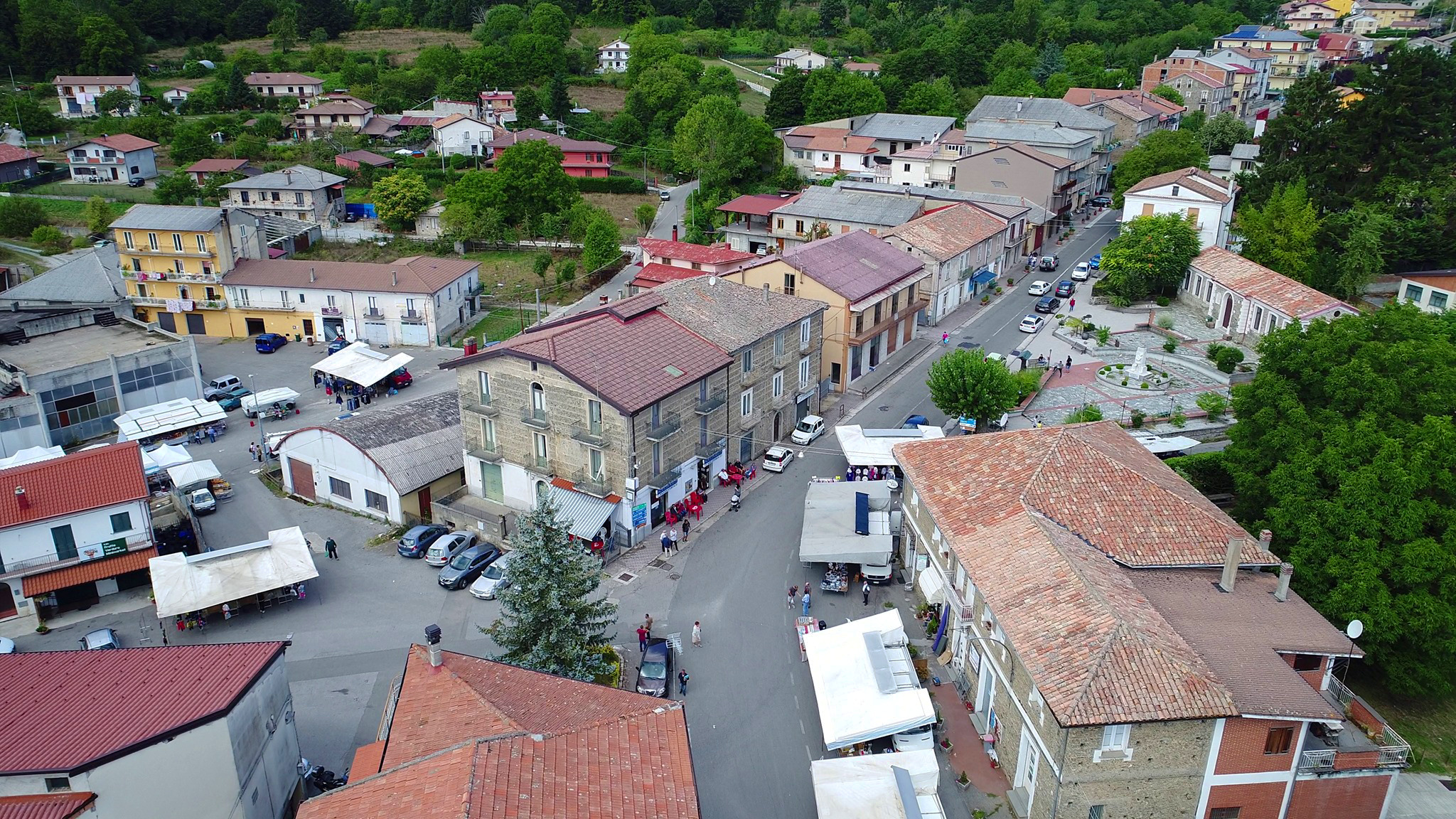
Piazza della Vittoria e via Risorgimento

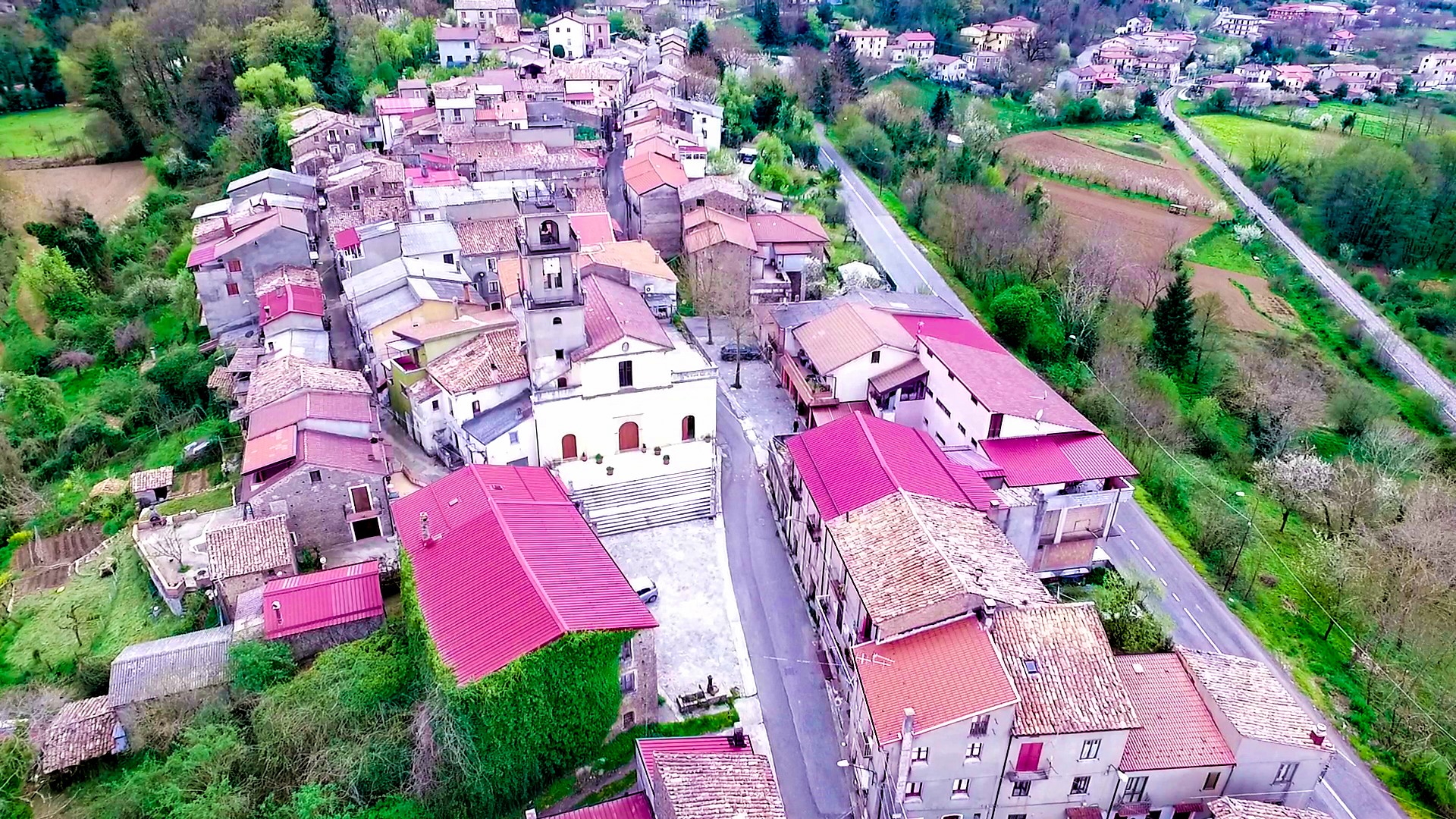
Piazza Dante-via Roma e panorama

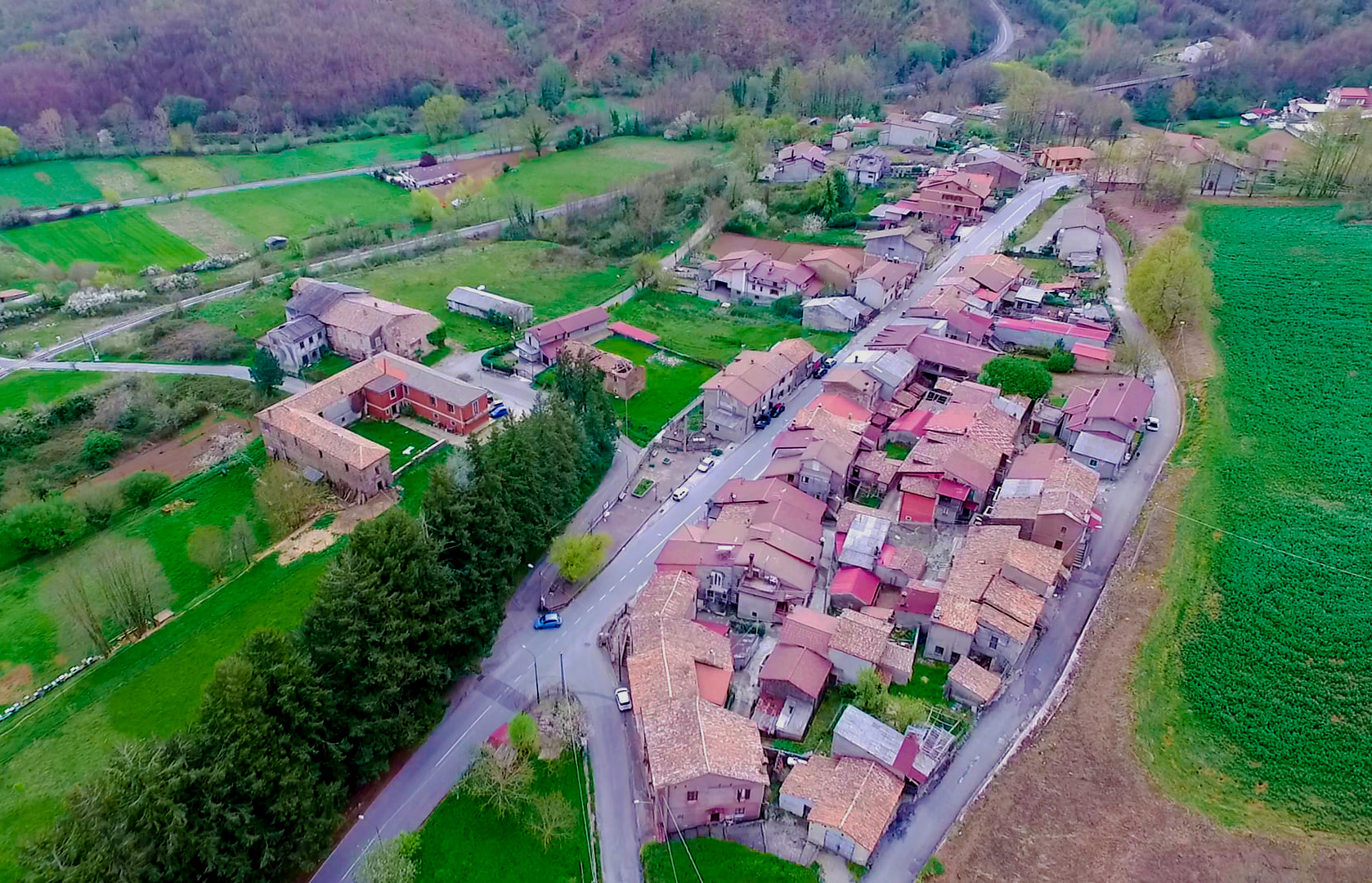
Vista dall'alto di via Gorizia e via Pagliaia. A sinistra il complesso di edifici dei Baroni Stocco

Le testimonianze archeologiche suggeriscono che il territorio sia stato abitato già in epoca preistorica e protostorica come testimoniano i numerosi frammenti di ceramica a impasto rinvenuti in località Sorbello e la pietra coppellata di Santa Filomena. Le ricognizioni sui rilievi che circondano Decollatura hanno evidenziato la presenza di un numero cospicuo di pietre coppellate di varie forme e dimensioni che provano un'intensa frequentazione del territorio nel periodo protostorico
Nel corso dell'Ottocento numerosi sono stati i ritrovamenti di asce levigate di varie forme e materiali risalenti al Neolitico e confluite nelle raccolte di Giustiniano Nicolucci e Domenico Lovisato di cui una parte è conservata presso il Museo di Antropologia di Napoli.
Una frequentazione, invece, per il periodo romano e tardoantico, si attesta in località Muraglia dove, recenti ricerche archeologiche (2013-2014) hanno permesso di individuare resti di sepolture e di un insediamento in villa. Questi ritrovamenti hanno consentito anche di dare un diverso significato alla scoperta occasionale — sempre in località Muraglia — nel 1982 dei resti di una tomba che alla luce delle successive scoperte è da ascrivere al periodo romano.
La continuità della frequentazione del territorio di Decollatura dalle epoche più antiche sembrerebbe essere connessa allo sfruttamento delle risorse del territorio, in particolare quelle minerarie (ferro) ma anche legname, pece e tutti i prodotti legati all'allevamento del bestiame e dell'agricoltura, senza dimenticare che la posizione di controllo del valico ha consigliato il mantenimento di un insediamento in tutte le epoche storiche. A confermare questo ruolo si può citare il nome del quartiere di Decollatura Passaggio in cui avveniva l'esazione del pedaggio da parte dell'appaltatore, il transito dei cavallari del servizio postale Napoli-Reggio, il transito e la sosta di Carlo V il 6 novembre 1535.
La storia più recente è da ricollegare a migrazione di popolazione, proveniente soprattutto da Motta Santa Lucia. Fino ai primi decenni del '600 lo spostamento dei coloni mottesi fu stagionale; i primi insediamenti permanenti si verificarono dopo il disastroso terremoto del 27 marzo 1638, che rase al suolo Motta e gli altri paesi della zona. Il popolamento ebbe un notevole impulso in seguito alla concessione dei terreni in enfiteusi da parte della diocesi di Martirano, che ne era proprietaria, e venne favorito inoltre dall'eccessivo fiscalismo dei d'Aquino. Fino al 1806, infatti, il territorio di Decollatura appartenne al Contado di Martirano dei d'Aquino. Anche altri proprietari di grandi latifondi nel territorio di Decollatura avevano stipulato contratti per la coltivazione dei loro terreni con contadini e massari, determinando l'incremento dell'immigrazione. Fra i grandi proprietari figuravano l'abbazia di Corazzo, i baroni Stocco, conventi di altre città, il barone Passalacqua, i conti d'Aquino e altri proprietari ancora. Tutto questo corpo di terreni, a seguito dell'abolizione della feudalità nel 1806 per opera dei francesi, contribuì molto alla nascita della piccola proprietà perché il Comune di Decollatura che ne ricevette la quota di 1/3 attraverso lunghe e complicate vicende, lo assegnò in quote a tanti piccoli proprietari.
Il Comune fu fondato nel 1802, a seguito di una lunga causa promossa dagli abitanti di tutti i villaggi presso la Regia Camera della Sommaria di Napoli che approvò la separazione dall'Universià di Motta Santa Lucia. Gli abitanti lamentavano da molti anni il pesante regime fiscale loro imposto dagli amministratori di Motta da cui dipendevano, senza ricevere in cambio servizi e assistenza. A guidare l'iniziativa fu Giuseppe Scalzo (1759-1848) che firmò per conto dell'intera comunità la convenzione di seperazione da Motta Santa Lucia il 29 aprile 1802 che è quindi il giorno di nascita dell'Università di Decollatura. Poco dopo, il 3 maggio 1802, Giuseppe Scalzo fu acclamato all'unanimità dall'assemblea dei capifamiglia riuniti sul sagrato della chiesa di San Bernardo alla carica di Sindaco di Decollatura.
Nel mese di gennaio del 1807, durante l'occupazione francese del regno di Napoli, viene pubblicata la Legge n. 14 per la circoscrizione dei governi del Regno. In occasione di questa revisione dei circondari si coglie l'occasione per accorpare i piccoli villaggi fino al raggiungimento di almeno 1 000 abitanti, il che determina l'unione di molti di essi con Decollatura, l'unico comune giù autonomo. Al nuovo ente si attribuisce il nome Soveria sebbene questo villaggio propriamente detto non esistesse più essendo andato distrutto per l'incendio appiccato dai francesi come rappresaglia a seguito di una rivolta. Decollatura mantenne un ruolo centrale nella nuova entità. Lo si deduce dalla circostanza che tre su sei degli uomini che ricoprirono la carica di sindaco dal 1808 alla fine del 1810 erano di Decollatura (due di Adami e uno di Casenove) e che i primi registri di Stato Civile sono conservati nell'Archivio Storico del Comune di Decollatura. Dal 1º gennaio 1811 tutto ritornò come prima per Decollatura mentre è da questa data che prese vita il nuovo Comune di Soveria Mannelli.
Durante l'occupazione francese del Regno di Napoli del 1806, Decollatura ebbe un ruolo fondamentale nelle azioni di rivolta. Fra gli altri occorre citare diversi componenti della Famiglia Stocco e Giacomo D'Urso, quest'ultimo ricordato con rispetto anche dal francese Francois Lenormant nella sua opera La Grande-Grece.
Durante i moti rivoluzionari del 1848 Decollatura ebbe un ruolo molto importante nella zona del lametino soprattutto per opera del capo rivoluzionario Francesco Stocco. Durante l'impresa dei Mille di cui Francesco Stocco comandò la Terza Compagnia col grado di Generale, nelle vicinanze del suo palazzo di famiglia — dove tra l'altro si fermò Garibaldi —, il 30 agosto 1860 avvenne la resa dell'esercito borbonico conosciuta come il disarmo di Soveria Mannelli. La Compagnia di volontari garibaldini di Decollatura che proseguì fino a Napoli e Caserta era composta da 69 individui.
Nella Prima e nella seconda guerra mondiale Decollatura fu segnata da molti caduti, civili e militari, come tutti gli altri comuni italiani. Nella prima guerra mondiale si ebbero 54 militari caduti e due vittime civili; nella seconda guerra mondiale, nella Guerra d'Etiopia e nella Guerra di Spagna ci furono in tutto 69 militari caduti e 6 vittime civili. Alla Guerra di Liberazione parteciparono 10 partigiani di cui uno, Giuseppe Butera (1926-1944), ucciso dai tedeschi a Grun (Saint-Vincent, in Valle d'Aosta) il 26/12/1944.
Decollatura fu dapprima compresa nella provincia della Calabria Citeriore (capoluogo Cosenza) fino al 1816, allorquando entrò a far parte della provincia di Calabria Ultra II (capoluogo Catanzaro).
Decollatura ha fatto parte della diocesi di Martirano fino al 1818 quando, per gli effetti della bolla De utiliori di papa Pio VII, che recepiva il concordato fra la Santa Sede e il Regno delle Due Sicilie, la diocesi di Martirano fu soppressa e aggregata a quella di Nicastro, denominata dal 1986 diocesi di Lamezia Terme.

### Simboli
Lo stemma comunale e il gonfalone sono stati concessi con decreto del presidente della Repubblica del 2 marzo 1984.
Il gonfalone è un drappo partito di giallo e di verde.

## Monumenti e luoghi d'interesse

### Architetture religiose
Nel comune di Decollatura sono presenti quattro chiese parrocchiali e diversi altri edifici religiosi. 
- Chiesa parrocchiale di San Bernardo, la Chiesa Madre, eretta intorno al 1670
- Chiesa parrocchiale di Maria Santissima del Monte Carmelo, eretta intorno al 1740
- Chiesa parrocchiale di Maria Santissima Assunta, eretta intorno al 1760
- Chiesa parrocchiale di Maria Santissima Addolorata, eretta intorno al 1763

Tra queste, la prima a essere costruita fu la chiesa di San Bernardo, per diretto interessamento del vescovo di Martirano mons. Giovanni Giacomo Palamolla, che aveva qui molti dei terreni ricadenti nella propria mensa vescovile, e nel 1707 elevata a parrocchia grazie all'appoggio del vescovo Nicola Righetti. È verosimile che tale intitolazione, per un santo il cui culto non è mai stato così diffuso nel Mezzogiorno d'Italia a differenza di altri molto più frequenti, dipendesse dalla presenza della vicina abbazia di Santa Maria di Corazzo — nell'attuale territorio di Carlopoli — eretta lungo il corso del fiume Corace da monaci benedettini e successivamente affidata ai cistercensi.
Le altre tre chiese furono tutte elevate a parrocchia fra il 1799 e il 1801 dall'ultimo vescovo di Martirano mons. Francesco Antonio Grillo.
Nel XVI secolo la diocesi di Martirano aveva permesso la costruzione di alcuni oratori rurali per le necessità e la devozione dei lavoratori stagionali che andarono però via via distrutte, con l'eccezione di una cappella gentilizia di proprietà della famiglia dei Baroni Stocco dedicata a sant'Antonio abate e adiacente al loro palazzo in Adami. La cappella di Sant'Antonio conserva due importanti elementi: una campana bronzea del 1675 e una lastra tombale sul pavimento datata 1679. Inoltre la famiglia Stocco conserva un breve pontificio emanato sotto il papato di Gregorio XIII in data 17 settembre 1577. La preziosa pergamena reca sul verso la scritta «Breve Pontificio per la erezione della Società del SS. Sacramento» ed è l’autorizzazione a costituire l’associazione che avrebbe dovuto avere cura della chiesa intitolata a sant'Antonio abate.
A pochi passi dalla chiesa madre di San Bernardo, in via Cancello, sorgono due altri importanti edifici religiosi. Il primo è il Palazzo Vescovile, ai più noto con l'appellativo di Seminario, essendo servito per lungo tempo alla permanenza estiva degli studenti del Seminario Minore diocesano. Il nucleo originario dell'edificio, abbastanza riconoscibile rispetto al complesso attuale, risale almeno al secolo XVI essendo rappresentato in una cartina fatta redigere dal vescovo di Martirano intorno al 1590. Il secondo edificio, poco distante, costruito nel XVII secolo, era il magazzino per la conservazione del grano e degli altri prodotti come pagamento dei contratti enfiteutici della Mensa vescovile. Abbandonato e gravemente danneggiato, fu acquistato e ripristinato da un privato. Oggi ospita una comunità religiosa.

### Aree naturali
La maggior parte del territorio comunale è ricoperta da boschi, prevalentemente castagni e cerri; nelle zone più elevate sono presenti faggete, nelle più basse ontani e pioppi. I prodotti del bosco costituiscono un'importante fonte di reddito per Decollatura (legname e prodotti del sottobosco, soprattutto castagne e funghi porcini). Per l'alto grado di naturalità i boschi di Decollatura sono stati inseriti fra i siti del progetto Bioitaly, aree protette di interesse comunitario con codice SIC IT9330113.

## Società

### Evoluzione demografica
Abitanti censiti

### Tradizioni e folclore
La Fiera del XX Settembre il 20 e 21 settembre. Istituita nel 1889, la fiera aveva importante risonanza in tutto il territorio regionale, soprattutto per la compravendita di animali.
La Fiera di San Martino, il 10 e 11 novembre. La fiera si tenne per la prima volta nel 1939. Dall'edizione del 2021 alla Fiera di San Martino è abbinato l'evento "Vino in Fiera" con la presentazione del vino novello di produttori calabresi.

## Economia
La prima frequentazione del territorio che oggi appartiene al Comune di Decollatura fu determinata dall'abbondanza delle sue risorse naturali: legname, selvaggina e, probabilmente, anche minerali. Successivamente si passò allo sfruttamento del suo territorio ricco di pascoli e corsi d'acqua per l'insediamento stabile di allevamenti di animali da reddito (ovini, suini, bovini) e la coltivazione estensiva. Le pianure insolitamente estese per le zone calabresi interne, hanno consentito la produzione di grano e altri cereali come segale, avena e orzo. Successivamente ha preso grande sviluppo la coltivazione della patata che ha raggiunto qualità e notorietà altissime. La produzione e il commercio della soppressata di Decollatura insieme ad altri salumi è un'altra delle filiere produttive caratterizzanti il territorio comunale. Oggi l'agricoltura oltre che al grano e alla patata, guarda alla produzione di ortaggi molto richiesti perché le caratteristiche climatiche del territorio fanno coincidere il loro periodo di massima produzione con quello in cui sono già esaurite le produzioni delle zone più calde.
L'istituzione delle fiere, il miglioramento della viabilità e il passaggio della ferrovia, oltre che lo sviluppo di rapporti commerciali molto stretti col Lametino e la provincia di Cosenza, hanno reso possibile la frequentazione di Decollatura come meta turistica e, conseguentemente, lo sviluppo di strutture ricettive come hotel, ristoranti, pizzerie, agriturismi, b&b. Completano il panorama economico di Decollatura numerose imprese operanti in campo artigianale, nel commercio e grande distribuzione, nei servizi.

## Infrastrutture e trasporti

### Strade
Decollatura è attraversata da numerose strade che consentono di raggiungere rapidamente i comuni linitrofi e di immettersi nelle maggiori direttrici.
- Strada provinciale 159/1 (ex SS. 109) che la collega da una parte con Platania e Lamezia Terme e dall'altra col primo innesto con la SS. 19 presso Soveria Mannelli
- Strada provinciale 66 Decollatura-Soveria Mannelli che porta allo svincolo Decollatura Nord per immettersi sulla Strada del Medio Savuto e poi al secondo innesto con la SS. 19.
- Strada provinciale Arena bianca che collega Decollatura con la Strada del Medio Savuto (svincolo Decollatura Sud) e proseguento col terzo innesto con la SS. 19.
- Strada del Medio Savuto, attualmente aperta solo nel tratto Decollatura Nord-Decollatura Sud, che collegherà Decollatura con l'innesto alla Strada Statale 616 e quindi con lo svincolo autostradale di Altilia dell'A3.
- Strada Provinciale 64 Decollatura-Motta Santa Lucia che consente di raggiungere la SS. 616 e quindi l'autostrada nonché tutti i comuni vicini (Motta S. Lucia, Conflenti, Martirano, Martirano Lombardo).

### Ferrovie
Il territorio di Decollatura è servito dalla linea Cosenza - Catanzaro Lido delle Ferrovie della Calabria con tre stazioni: Adami, San Bernardo e Decollatura. Altri nuclei abitati del comune sono serviti dalla stazione di Santa Margherita di Calabria, appena fuori dal territorio comunale di Decollatura. La stazione di Decollatura era stata collegata col tratto fino a Cosenza dell'allora Ferrovia Calabro Lucana il 30 marzo 1924 mentre il collegamento con Catanzaro venne inaugurato il 18 giugno 1934. Il tratto ferroviario che attraversa il comune ha uno sviluppo di circa 9 km.

## Amministrazione

### Regno del Sud - Luogotenenza (1943-1946)
| Periodo          | Periodo          | Primo cittadino    | Partito | Carica                  | Note |
| ---------------- | ---------------- | ------------------ | ------- | ----------------------- | ---- |
| 24 agosto 1943   | 13 dicembre 1944 | Riccardo Adamo     |         | commissario prefettizio |      |
| 14 dicembre 1944 | 06 novembre 1945 | Ferdinando Adamo   |         | commissario prefettizio |      |
| 07 novembre 1945 | 20 febbraio 1946 | Giacomo Tedeschi   |         | commissario prefettizio |      |
| 21 febbraio 1946 | 13 aprile 1946   | Giovanni Gigliotti |         | sindaco                 |      |

### Repubblica Italiana (dal 1946)
| Periodo          | Periodo           | Primo cittadino           | Partito                                           | Carica                    | Note |
| ---------------- | ----------------- | ------------------------- | ------------------------------------------------- | ------------------------- | ---- |
| 13 aprile 1946   | 05 gennaio 1948   | Carlo Bonacci             |                                                   | sindaco                   |      |
| 31 gennaio 1948  | 06 agosto 1950    | Antonio Gigliotti         |                                                   | sindaco                   |      |
| 07 agosto 1950   | 03 giugno 1952    | Orlando Graziano          |                                                   | Commissario prefettizio   |      |
| 04 giugno 1952   | 26 maggio 1956    | Angelino Gigliotti        |                                                   | sindaco                   |      |
| 15 novembre 1960 | 10 febbraio 1965  | Michele Tucci             |                                                   | sindaco                   |      |
| 11 febbraio 1965 | 19 agosto 1970    | Attilio Bonacci           |                                                   | sindaco                   |      |
| 20 agosto 1970   | 13 settembre 1977 | Carmine Bonacci           |                                                   | sindaco                   |      |
| 19 novembre 1977 | 27 gennaio 1978   | Fausto De Fazio           |                                                   | sindaco f.f.              |      |
| 28 gennaio 1978  | 27 giugno 1980    | Annibale Francesco D'Urzo |                                                   | sindaco                   |      |
| 28 giugno 1980   | 18 maggio 1990    | Eugenio Santo Adamo       |                                                   | sindaco                   |      |
| 19 maggio 1990   | 28 giugno 1993    | Basilio Angelo Perri      |                                                   | sindaco                   |      |
| 28 giugno 1993   | 13 giugno 1999    | Luciano Molinaro          | Lista civica                                      | sindaco                   |      |
| 13 giugno 1999   | 14 luglio 2000    | Mario Perri               | Lista civica                                      | sindaco                   |      |
| 14 luglio 2000   | 13 maggio 2001    | Mario Magno               |                                                   | commissario straordinario |      |
| 13 maggio 2001   | 29 maggio 2006    | Mario Perri               | Lista civica di centro                            | sindaco                   |      |
| 29 maggio 2006   | 1º luglio 2010    | Mario Perri               | Lista civica                                      | sindaco                   |      |
| 1º luglio 2010   | 16 maggio 2011    | Sebastiano Cento          |                                                   | commissario straordinario |      |
| 16 maggio 2011   | 5 giugno 2016     | Anna Maria Cardamone      | Partito Democratico lista civica Decollatura viva | sindaco                   |      |
| 5 giugno 2016    | 13 giugno 2017    | Anna Maria Cardamone      | Partito Democratico lista civica Decollatura viva | sindaco                   |      |
| 13 giugno 2017   | 10 giugno 2018    | Laura Rotundo             |                                                   | commissario straordinario |      |
| 10 giugno 2018   | 30 dicembre 2020  | Angela Brigante           | Lista civica Decollatura rinasci                  | sindaco                   |      |
| 30 dicembre 2020 | 5 ottobre 2021    | Pasquale Micucci          |                                                   | commissario straordinario |      |
| 5 ottobre 2021   | in carica         | Raffaella Perri           | Lista civica Cambia Decollatura                   | sindaco                   |      |

### Gemellaggi
- Danbury